# El Arbi Hillel Soudani
El Arbi Hillel Soudani (en árabe: العربي هلال سوداني‎; Chlef, Argelia, 25 de noviembre de 1987) es un futbolista argelino que juega de delantero en el N. K. Maribor de la Primera Liga de Eslovenia.

## Trayectoria
En 2008 fue elegido como el Jugador Joven del Año por DZFoot después de anotar 11 goles en 24 partidos en la temporada 2007-2008.

## Selección nacional
En febrero de 2011 fue seleccionado por el entrenador Benchikha Abdelhak para el Campeonato Africano de Naciones de 2011 en Sudán. En el juego inaugural contra Uganda, Soudani comenzó el partido y anotó un gol en el minuto 61. En el segundo partido contra Gabón, Soudani marcó dos goles a los minutos 71 y 90 del juego. Sin embargo, Argelia sólo consiguió un empate 2-2. A pesar de no anotar en el resto de la competencia, Soudani aun así terminó como el máximo goleador de la competición con 3 goles.
El 2 de junio de 2014 fue incluido en la lista final de 23 jugadores que representarán a Argelia en la Copa Mundial de Fútbol de 2014.

### Participaciones con la selección
| Competición                             | Sede      | Resultado        |
| --------------------------------------- | --------- | ---------------- |
| Campeonato Africano de Naciones de 2011 | Sudán     | Cuarto puesto    |
| Copa Africana de Naciones de 2013       | Sudáfrica | Primera fase     |
| Copa Mundial de Fútbol de 2014          | Brasil    | Octavos de final |

## Clubes
| Club                    | País           | Año       |
| ----------------------- | -------------- | --------- |
| ASO Chlef               | Argelia        | 2006-2011 |
| Vitória de Guimarães    | Portugal       | 2011-2013 |
| G. N. K. Dinamo Zagreb  | Croacia        | 2013-2018 |
| Nottingham Forest F. C. | Inglaterra     | 2018-2019 |
| Olympiacos F. C.        | Grecia         | 2019-2021 |
| Al-Fateh S. C.          | Arabia Saudita | 2021      |
| Damac F. C.             | Arabia Saudita | 2021-2023 |
| N. K. Maribor           | Eslovenia      | 2023-     |

## Palmarés

### Títulos nacionales
| Título                                    | Club                   | País     | Año  |
| ----------------------------------------- | ---------------------- | -------- | ---- |
| Championnat National de Première Division | ASO Chlef              | Argelia  | 2011 |
| Copa de Portugal                          | Vitória de Guimarães   | Portugal | 2013 |
| Supercopa de Croacia                      | G. N. K. Dinamo Zagreb | Croacia  | 2013 |
| Prva HNL                                  | G. N. K. Dinamo Zagreb | Croacia  | 2014 |
| Prva HNL                                  | G. N. K. Dinamo Zagreb | Croacia  | 2015 |
| Copa de Croacia                           | G. N. K. Dinamo Zagreb | Croacia  | 2015 |
| Prva HNL                                  | G. N. K. Dinamo Zagreb | Croacia  | 2016 |
| Copa de Croacia                           | G. N. K. Dinamo Zagreb | Croacia  | 2016 |
| Prva HNL                                  | G. N. K. Dinamo Zagreb | Croacia  | 2018 |
| Copa de Croacia                           | G. N. K. Dinamo Zagreb | Croacia  | 2018 |
| Superliga de Grecia                       | Olympiacos F. C.       | Grecia   | 2020 |
| Copa de Grecia                            | Olympiacos F. C.       | Grecia   | 2020 |

### Títulos internacionales
| Título                | Club (*)             | País  | Año  |
| --------------------- | -------------------- | ----- | ---- |
| Copa Árabe de la FIFA | Selección de Argelia | Catar | 2021 |

(*) Incluyendo la selección.

### Distinciones individuales
| Distinción                                   | Año  |
| -------------------------------------------- | ---- |
| Goleador del Campeonato Africano de Naciones | 2011 |